# Сонсонате
Сонсонате (ісп. Sonsonate) — місто в Сальвадорі, на річці Ріо-Гранде-де-Сонсонате. Адміністративний центр однойменного департаменту.

## Історія
Сонсонате — найстаріше місто Сальвадору — було засноване в 1524 році. У колоніальний період було важливим центром торгівлі какао. У 1833—1834 роках місто було столицею Сполучених Провінцій Центральної Америки.

## Економіка
В даний час Сонсонате — центр основного сільськогосподарського району Сальвадору. Тут вирощуються тропічні фрукти, кава, цукрова тростина. Є підприємства шкіряної, тютюнової та харчової промисловості.